# سنيطة أبو طوالة
قرية سنيطة أبو طوالة هي إحدى القرى التابعة لمركز منيا القمح في محافظة الشرقية في جمهورية مصر العربية. حسب إحصاءات سنة 2006، بلغ إجمالي السكان في سنيطة أبو طوالة 1598 نسمة، منهم 786 رجل و812 امرأة.

## التاريخ
قرية سنيطة أبو طوالة من القرى القديمة، حيث وردت باسم «صفرا» في أعمال الشرقية ضمن قرى الروك الصلاحي التي أحصاها ابن مماتي في كتاب قوانين الدواوين، كما وردت باسم «السنطة» المعروفة باسم «صفرا» ضمن أعمال الشرقية في كتاب «التحفة السنية في أسماء البلاد المصرية» لابن الجيعان الذي حصر القرى المصرية بعد الروك الناصري الذي أجراه السلطان المملوكي الناصر محمد بن قلاوون سنة 715هـ/1315م، وقال هي من كفور التلين. وفي العصر العثماني وردت باسم «السنطة» في التربيع العثماني الذي أجراه الوالي العثماني سليمان باشا الخادم في عصر السلطان العثماني سليمان القانوني ضمن قرى ولاية الشرقية، وفي تاريخ 1228هـ/1813م الذي عدّ قرى مصر بعد المسح الذي قام به محمد علي باشا باسم «سنيطة أبو طوالة» ضمن قرى مديرية الشرقية. ويُذكر أنها نُسبت إلى أبو طوالة المجاورة لها، تمييزًا لها عن قرية سنيطة الرفاعيين.